# Eberhard püspök
1347 táján született, s a Rajna-vidékéről származott. Nővérét Albeni Rudolf vette feleségül, akinek a Saar vidéken voltak birtokai. Feltehetően ifjú kora óta szolgálta Luxemburgi Zsigmondot udvari klérusként. Azonban nevével csak 1393-ban találkozhatunk először, mint szepesi prépost, majd nem sokkal később a király 1397 júliusában zágrábi püspökké nevezte ki. 1397-ben a temesvári országgyűlésen Zsigmond megígérte az idegenszármazású tisztviselők leváltását, de ez azonban Eberhardra, és Maternus erdélyi püspökre nem vonatkozott, ők mentesültek a törvény hatálya alól. A későbbiekben Eberhard Magyarországra hívta a rokonait, az Albenieket, akik nagy vagyonra, gazdag egyházi javadalmakra tettek szert.
1401-ben a bárók egy csoportja fellázadt a király ellen. Április 28-án fogságba vetették Zsigmondot, és még ebben az évben Eberhard fegyvert fogott a király oldalán. 1402 elejétől őszéig dalmát horvát és szlavón bán volt. 1403-ban megvédte püspökségét a lázadókkal szemben. 1404-ben Kanizsai János érsek után őt nevezték ki királyi főkancellárnak. A felkelést követően feje volt annak a bizottságnak, amely Szlavóniában volt hivatott rendet tenni. 1405/6-ban a nagypecsét őreként ő irányította az 1384 óta tett adománylevelek felülvizsgálatát. Ismeretlen okból 1406 novemberétől 1409 nyaráig a zágrábi püspökséget a váradira cserélte el. Alsáni Bálint bíboros halálát követően ő igazgatta a pécsi püspökséget, majd 1410-ben unokaöccsének juttatta, Albeni Jánosnak. 1411-ben unokaöccsével Petermannal a Sebenicót ostromló velenceiek ellen harcolt. A király 1412-1418-as útja során otthon maradt, a konstanzi zsinaton két unokaöccse képviselte. 1419 őszén halt meg. Ebenhard rokonai részére jelentős vagyont gyűjtött, 1398-ban adományul kapta Medve várat, 1401-ben Rezit, 1405-ben a hűtlenektől elkobzott rakonoki birodalmat. 1406 Tátikát Keszthely várossal, 1408 előtt Pölöske vár felét. 1416-ban Szambort vette zálogba a Cilleiektől 4000 aranyért.